# Центральный парк культуры и отдыха имени М. И. Калинина
Центральный парк культуры и отдыха имени М. И. Калинина — парк культуры и отдыха в городе Выборге. Расположен на Батарейной горе — гранитном холме в Центральном микрорайоне Выборга, однако ряд объектов имеется также в парке имени Ленина и на набережной 40-летия ВЛКСМ.

## История
Когда в 1940 году после Советско-финляндской войны (1939—1940) Выборг перешёл к СССР, в нём стали открываться типичные для того времени советские учреждения, к которым относились и парки культуры и отдыха, предназначенные для выполнения массово-политической, культурно-просветительской и физкультурно-оздоровительной работы. Было принято решение приспособить под эти цели Папульский парк, переименованный в «Виипурский», но его официальное открытие, намеченное на июль 1941 года, так не состоялось: началась Великая Отечественная война. 
Выборгский парк культуры и отдыха был открыт только в мае 1953 года в парке Монрепо. С этого времени в нём проводились народные гулянья, концерты, фестивали, выставки, государственные и спортивные праздники. Сфера деятельности учреждения не ограничивалась парком Монрепо: традиционными местами проведения культурно-массовых мероприятий стали также парк на набережной 40-летия ВЛКСМ, где разместилась лодочная станция, и парк имени Ленина, в котором были установлены карусели и другие аттракционы. Поэтому в 1966 году городской парк культуры и отдыха получил статус Центрального и ему присвоили имя М. И. Калинина — Председателя Президиума Верховного Совета СССР, вручившего на выборгском параде советских войск в мае 1940 года государственные награды воинам, отличившимся в Советско-финляндскую войну. 
В 1963 году был утверждён новый генеральный план застройки и реконструкции Выборга, предусматривавший развёртывание массового строительства на индустриальной основе на пустынных землях за Батарейной горой, предназначенной под размещение центрального городского парка. Уже в 1965 году территория, ранее занятая войсковой частью, была покрыта молодой зелёной порослью. Со временем на горе, благоустроенной прогулочными дорожками, было установлено колесо обозрения, открыта лыжная база. Эффектными деталями пейзажа стали сохранившиеся сооружения Восточно-Выборгских укреплений с красной зубчатой кирпичной стеной, а также водонапорная башня и внушительное  здание санатория. Новый культурный центр органично соединился с комплексом городского стадиона «Авангард».
В 1981 году коллектив ЦПКиО имени М. И. Калинина был награждён дипломом Министерства культуры за победу в смотре парков культуры и отдыха малых городов. 
В 1988 году, после преобразования парка Монрепо в природный музей-заповедник, его аттракционы были перемещены на Батарейную гору, к которой и перешёл статус Центрального парка культуры и отдыха. Но работы по благоустройству и превращению парка в спортивно-концертный комплекс остались незавершёнными. В частности, не был выполнен предполагавшийся генпланом проект монументального входа в парк через общественно-торговый центр «Север» — пандуса с лестницами на склоне Батарейной горы, призванного стать эффектным завершением проспекта Ленина: начавшиеся в 1980-х годах строительные работы были свёрнуты в условиях Перестройки и распада СССР. Напоминание о несостоявшемся строительстве — просека от подножия к вершине Батарейной горы, в которую упирается проспект. Нереализованными остались и другие проекты крупных сооружений общественного назначения: концертного зала, а также спортивного комплекса с плавательным бассейном и спортзалами. А колесо обозрения, проработавшее более четверти века, было демонтировано в 2010 году. Прекратили работу и другие аттракционы.
Садово-парковая скульптура в настоящее время отсутствует. Памятник М. И. Калинину, демонтированный в 2010 году с площади Выборгских Полков, был перенесён не в парк, а во двор дома-музея В. И. Ленина.
В соответствии с проектом, разработанным в 2021 году, в 2022 году были проведены работы по благоустройству парка, предусматривающие формирование вблизи стадиона «Авангард» нескольких зон отдыха: спортивной, игровой и территории для спокойного времяпровождения, в том числе и концертное пространство со сценой и амфитеатром. Новым этапом развития стала проработка концепции создания в городе филиала парка «Патриот». Проект монументальной лестницы к вершине горы продолжает рассматриваться в качестве перспективного для развития парка.
- Один из входов в парк
- На аллее
- Остатки укреплений
- На стадионе «Авангард»
- Типичный вид — выход батолита рапакиви на земную поверхность